# 亞拉岡和亞玟的故事
《亞拉岡和亞玟的故事》（英語：The Tale of Aragorn and Arwen）是收錄在J·R·R·托爾金小說《魔戒》附錄中的一部短篇故事，主題為人類亞拉岡與女精靈亞玟的恋爱史，從他們的初次邂逅、訂婚、成婚一直敘述到離世為止。在托爾金筆下的中土大陸裡，《亞拉岡和亞玟的故事》是法拉墨與伊歐玟之孫巴拉漢（Barahir）在亞拉岡去世不久後撰寫的。
在1956年4月6日寫給出版商雷納·昂溫的信中，J·R·R·托爾金指《亞拉岡和亞玟的故事》是《魔戒》附錄中僅有的「對該故事至關重要的部分」。

## 評論
英國文學學者克里斯·華許（Chris Walsh）將《亞拉岡和亞玟的故事》視為《魔戒》的另一種結局。